# Assassinato de Iranilda e Gabriel de Sousa Medeiros Araújo
O Assassinato de Iranilda e Gabriel de Sousa Medeiros Araújo refere-se ao homicídio de Iranilda de Sousa Medeiros Araújo, de 47 anos, e o seu filho Gabriel de Sousa Medeiros Araújo, de 7 anos, no dia 19 de março de 2022 no Jardim Guanabara, em Patos, no Sertão da Paraíba. O crime de matricídio e familicídio foi cometido por um adolescente de 13 anos (no Brasil a lei não permite a revelação do nome até o jovem completar 18 anos de idade), filho e irmão das vítimas. O jovem infrator também atirou contra o pai, o policial aposentado Benedito da Silva Araújo, de 56 anos de idade, que no entanto conseguiu sobreviver.
Mãe e filho foram sepultados no dia 20, no Memorial Jardim da Paz Cemitério Parque, no Distrito Industrial de Patos.
O caso corre em Segredo de Justiça.

## Contexto
A família era considerada pacata e religiosa, bastante conhecida na cidade, e Iranilda trabalhava como enfermeira na Maternidade Peregrino Filho, enquanto Benedito, conhecido como Benê, era um sargento aposentado.
"Toda a cidade de Patos ainda está perplexa e consternada com a tragédia", escreveu o portal 40 Graus à época.

## Antecedentes
O infrator, então com 13 anos de idade, relatou que se sentia pressionado por ajudar a fazer os serviços domésticos e tirar boas notas na escola e no dia do crime o pai havia recolhido seu celular devido a seu baixo desempenho escolar, impedindo que ele pudesse continuar a jogar Roblox.

## O crime
No dia 19 de março de 2022, aproveitando que o pai tinha ido à farmácia, o infrator pegou uma arma que pertencia ao pai e matou a mãe, que estava dormindo. Ele então esperou o pai voltar e quando Benedito entrou em casa, também foi baleado. Gabriel, ao ouvir os tiros, tentou defender o pai, e foi alvejado nas costas.
Depois de atirar nos pais e irmão, o infrator ligou para o SAMU, pedindo ajuda.
Benedito foi levado ao Hospital de Emergência e Trauma de Campina Grande em estado grave, de onde teve alta no dia 9 de abril. Ele está paraplégico, mas deve continuar a reabilitação.

## Investigação
Inicialmente, o infrator disse aos policiais que o crime se tratava de um latrocínio. No entanto, no desenrolar das investigações, as pistas levaram ao adolescente, que depois confessou o crime.
Ao delegado ele contou toda dinâmica do crime e disse que ainda conversou com o pai, já baleado. O pai teria pergutado por que ele teria feito isto, o ao que ele tinha respondido que era por se sentir pressionado e não poder fazer quase nada.

### Vazamento de áudio
Durante as investigações, houve o vazamento de um áudio do depoimento e da imagem do adolescente. O vazamento havia sido feito pelo delegado responsável pelo caso, Renato Leite, que sem querer enviou os dados pelo Whats App. A OAB da Paraíba à época manifestou: "É inadmissível o cometimento de atos ilegais (vazamento de material sigiloso) por parte de agentes públicos que deveriam garantir o fiel cumprimento da lei".

## Apreensão
O infrator foi apreendido e teve a internação provisória decretada no dia 20 de março, tendo sido encaminhado inicialmente para o Lar do Garoto em Sousa, de onde foi transferido no dia 20 de março para o Centro Especializado de Reabilitação de Sousa. Ainda internado, o pai disse num áudio enviado à imprensa que o filho infrator era uma "criança boa e obediente" e que ele gostaria que o filho fosse solto. Ao ter alta, ele pediu novamente a desinternarão do jovem.